# Le Pur et l'Impur
Le Pur et l'Impur est une œuvre publiée en 1941 par l'écrivaine française Colette (1873-1954).

## Historique
Cette œuvre, écrite de 1930 à 1931, avait été publiée partiellement du 4 décembre 1931 au 1er janvier 1932 dans Gringoire et, toujours en 1932, en volume chez Ferenczi sous le titre Ces plaisirs…. Cette œuvre est remaniée et publiée en 1941 sous le titre actuel.

## Résumé
À travers portraits, dialogues, anecdotes et souvenirs (Charlotte et son jeune amant, Damien le Don Juan, la Chevalière Mathilde de Morny, la poétesse Renée Vivien, les Dames de Llangollen), Colette propose une réflexion sur « ces plaisirs qu’on nomme, à la légère, physiques » (épigraphe de l’édition de 1932, elle-même empruntée à un passage du Blé en herbe).